# Pier Ludovico Pavoni
Pour les articles homonymes, voir Pavoni.
Pier Ludovico Pavoni, né le 25 avril 1926 à Rome (Latium), est un chef opérateur, un producteur et un réalisateur de cinéma italien.

## Biographie
Pavoni est diplômé du Centro sperimentale di cinematografia en photographie en 1948 et travaille comme documentariste aux côtés de Mario Craveri et Leonida Barboni. Après une courte période en tant qu'assistant cadreur, il a été chef opérateur à partir de 1952, lorsqu'il a photographié l'épisode d'Eduardo De Filippo du film à sketches Marito e moglie. Jusqu'en 1965, il a occupé cette fonction régulièrement sur un grand nombre de plateaux de trounage, et jusqu'en 1989, pour des productions choisies. Il a notamment photographié un nombre considérable de péplums. Il a en outre été producteur pour la société de production Dear entre 1960 et 1971 et il a réalisé lui-même trois films au milieu des années 1970 (deux d'après ses propres scénarios), qui ont, selon l'historien du cinéma Roberto Poppi, connu de bons succès et ont été réalisés avec soin.
En 1959, Pavoni reçoit un Ruban d'argent de la meilleure photographie pour le documentaire La muraglia cinese (it) de Carlo Lizzani. Trois ans plus tôt, il avait reçu le prix de la meilleure photographie au festival du film de San Sebastian pour Les Amours de Capri de Giorgio Moser.

## Filmographie

### Réalisateur
- 1973 : Un modo di essere donna
- 1974 : Amour libre (Amore libero)
- 1975 : La Pécheresse (La peccatrice)